# Fode Konaté
Fode Konaté, né le 2 décembre 2000 à Bamako au Mali, est un footballeur malien qui évolue au poste d'arrière droit au FC Famalicão.

## Biographie

### En club
Né à Bamako au Mali, Fode Konaté fait notamment des essais au SC Braga et au FC Metz avant de rejoindre le FC Famalicão en 2019.

### En équipe nationale
Avec les moins de 17 ans, il participe à la Coupe d'Afrique des nations des moins de 17 ans en 2017. Lors de cette compétition organisé au Gabon, il joue quatre matchs. Le Mali remporte le tournoi en battant le Ghana en finale, sur la plus petite des marges (0-1).
Il dispute ensuite quelques mois plus tard la Coupe du monde des moins de 17 ans qui se déroule en Inde. Il joue sept matchs lors de ce mondial. Il s'illustre en inscrivant deux buts, contre la Turquie en phase de poule, puis contre l'Irak en huitièmes. Il délivre également une passe décisive contre la Nouvelle-Zélande en phase de poule. Le Mali se classe quatrième du mondial, en étant battu par le Brésil lors de la « petite finale ».
Par la suite, avec les moins de 20 ans, il participe à la Coupe d'Afrique des nations des moins de 20 ans en 2019. Il est titulaire lors de cette compétition organisée au Niger, prenant part à l’intégralité des cinq matchs de son équipe. Le Mali remporte le tournoi en battant le Sénégal en finale, après une séance de tirs au but.
Il dispute ensuite quelques mois plus tard la Coupe du monde des moins de 20 ans qui se déroule en Pologne. Lors de ce mondial, il joue trois matchs. Il s'illustre lors du premier tour avec une passe décisive contre la France, contre qui son équipe s'incline (2-3). Le Mali est éliminé en quart de finale du mondial par l'Italie.

## Palmarès
- Vainqueur de la Coupe d'Afrique des nations des moins de 17 ans en 2017 avec l'équipe du Mali des moins de 17 ans
- Vainqueur de la Coupe d'Afrique des nations des moins de 20 ans en 2019 avec l'équipe du Mali des moins de 20 ans